# ديجو نوفاك
دوسزو نوفاك (بالمجرية: Novák Dezső)‏ (3 فبراير 1939 - 26 فبراير 2014) لاعب ومدرب كرة قدم هنغاري. لعب مع منتخب هنغاريا لكرة القدم.

## روابط خارجية
- ديجو نوفاك على موقع الاتحاد الدولي (مؤرشف)  (الإنجليزية)
- ديجو نوفاك على موقع قاعدة بيانات كرة القدم.إي يو (الإنجليزية)
- ديجو نوفاك على موقع ناشيونال فوتبول تيمز (الإنجليزية)
- ديجو نوفاك على موقع عالم كرة القدم.نت (الإنجليزية)
- ديجو نوفاك على موقع اللجنة الأولمبية الدولية (الإنجليزية)
- ديجو نوفاك على موقع أوليمبيديا (الإنجليزية)
- ديجو نوفاك على موقع اللجنة الأولمبية المجرية (الهنغارية)